# Schefflera pauciflora
Schefflera pauciflora är en araliaväxtart som beskrevs av René Viguier. Schefflera pauciflora ingår i släktet Schefflera och familjen araliaväxter. Inga underarter finns listade.